# Minori Chihara Live 2010 "SUMMER CAMP 2"
『Minori Chihara Live 2010 "SUMMER CAMP 2"』（ミノリ チハラ ライブ にせんじゅう サマーキャンプ ツー）は、2010年8月7日、8月8日に開催された茅原実里の野外ライブ。またその模様を収録した映像作品。2011年2月23日にGloryHeavenからDVD、Blu-ray Discが発売された。

## 概要
茅原実里の映像作品としては、前作『Minori Chihara Live Tour 2010 〜Sing All Love〜』から約3ヶ月ぶりのリリース。DVD、Blu-ray Discの2種リリースであり、ジャケットにはそれぞれ半被姿、浴衣姿の茅原が写っている。
2010年8月7日から8月8日に開催された『Minori Chihara Live 2010 "SUMMER CAMP 2"』の2日間の模様が凝縮されて収録されている。
ライブ本編とライブ密着メイキング映像が収録されている。またBlu-ray Discは、音声仕様が5.1chサラウンド仕様。茅原本人とプロデューサー斎藤滋、マネージャー瀬野大介によるオーディオコメンタリーが収録されている。
3枚目のオリジナルアルバム『Sing All Love』に同梱されたDVD、Blu-ray Discに、2009年に行われた1回目の野外ライブ『Minori Chihara Live 2009 "SUMMER CAMP"』の模様が収録されたが、収録された内容には実際にライブ会場で歌った歌手活動前のアルバム『HEROINE』に収録された楽曲や、キャラクターソング、B'zやプリンセスプリンセスの楽曲をカバーしたが、同梱ディスクには収録されず全カットとなった。本ライブ内でも、実際に会場でキャラクターソングやカバー曲を披露したが前作のように全カットではなく、いくつかのキャラクターソング等の楽曲は収録されている。
本ライブをイメージして製作された自身9枚目のシングル「Freedom Dreamer」に収録されている楽曲も本ライブでの初披露になり、カップリング曲の「Best mark smaile」は、2作目のオリジナルアルバム『Parade』に収録された「Lush march!!」に続くフラッグ曲として新たに振付を考案したという。本ライブの会場限定で発売されたシングル「一等星」に収録されている「一等星」、「SUMMER CARNIVAL 〜みのりんサンバ〜」も映像として収録されており、「SUMMER CARNIVAL 〜みのりんサンバ〜」では、茅原とバンドメンバー、スタッフ全員で振付を踊ったという。なお、自身の10枚目、11枚目のシングル「Defection」、「KEY FOR LIFE」の発売日である2010年2月9日に横浜BLITZで本作のフィルムライブが開催された。
2011年2月22日付のオリコン音楽DVDデイリーチャートで17位を獲得したが、週間チャートへのランクインは逃した。茅原の映像作品が週間チャートへのランクインを逃すのは初である。

## 出演
| 名前           | 担当      |
| -------------- | --------- |
| 茅原実里       | Vocal     |
| 須藤賢一       | Keyboards |
| 山本直哉       | Bass      |
| 岩田ガンタ康彦 | Drums     |
| 室屋光一郎     | Violin    |
| 加藤大祐       | Guitar    |

## 収録内容

### Disc 1
| 01 | Opening                    |
| 02 | Freedom Dreamer            |
| 03 | MC                         |
| 04 | 君がくれたあの日           |
| 05 | Prism in the name of hope  |
| 06 | ふたりのリフレクション     |
| 07 | MC                         |
| 08 | 負けない〜一途バージョン〜 |
| 09 | MC                         |
| 10 | Be Together                |
| 11 | MC                         |
| 12 | 経験値上昇中☆              |
| 13 | Instrumental               |
| 14 | sleeping terror            |
| 15 | Dears 〜ゆるやかな奇跡〜   |
| 16 | Cynthia                    |
| 17 | MC                         |
| 18 | Best mark smile            |
| 19 | Voyager train              |
| 20 | 詩人の旅                   |
| 21 | MC                         |
| 22 | Paradise Lost              |
| 23 | Final Moratorium           |
| 24 | 覚醒フィラメント           |
| 25 | Tomorrow's chance          |
| 26 | MC                         |
| 27 | Sunshine flower            |

### disc - 2
| 01 | SUMMER CARNIVAL 〜みのりんサンバ〜 |
| 02 | MC                                 |
| 03 | 純白サンクチュアリィ               |
| 04 | MC                                 |
| 05 | 一等星                             |
| 06 | MC                                 |
| 07 | 夏色華日                           |
| 08 | Ending                             |

### 特典映像
1. Backstage
2. 茅原実里、スタッフによるオーディオコメンタリー（Blu-ray Discのみの特典）

## Minori Chihara Live 2010 "SUMMER CAMP 2"

### 概要
2009年の『Minori Chihara Live 2009 "SUMMER CAMP"』ではあいにくの空模様に終わったが、今回は客席から吹き抜けになっているステージの向こうにある富士山を眺めることができるほどの快晴となった。
前回同様、「祭り」がコンセプトのライブであり、今回も茅原が唄いたい楽曲を自由に決められるスペシャルコーナーが作られたので『SUMMER CAMP 2』の開催が決定した時点で、「コーナーで何を歌うか」という事を一番先に考えたと語っている。
1日目は、茅原自身の歌手活動再開前のオリジナルアルバム『HEROINE』に収録された「マリオネット」が選曲され、今の茅原のブレイクに繋がるきっかけとなった曲である事を振り返った。次にテレビアニメ『がくえんゆーとぴあ まなびストレート!』の挿入歌として使用された「桜舞うこの約束の地で」を歌った。この曲はバンド曲であるので「茅原バンド」で一度は歌ってみたいと思っていたと語っている。 3曲目は茅原が大ファンであるB'zの楽曲の「ultra soul」で、B'zの曲の中でもファンと何かできる曲を選び、サビ部分で掛け声が入る「ultra soul」選曲した。
2作目の旗曲である「Best mark smile」は、「Lush march!!」より振り付けが複雑になったが、ファンの旗振りを見て茅原のテンション上がったという。「Voyager train」では、客席内の通路に登場した。また、観客と近い距離でのパフォーマンスは初である。
アンコールではライブ会場限定シングル「一等星」の中から「一等星」と「SUMMER CARNIVAL 〜みのりんサンバ〜」を披露した。ダブルアンコールでは浴衣姿で登場し「夏色華日」を歌った。前回同様ラストには花火打ち上がり、ライブの幕を下ろした。
茅原は、「サマーキャンプは毎年やりたい。」と語り、来年以降の開催にも意欲を見せた。

### 開催日時・会場
| 公演数 | 開催日 | 会場                 |
| ------ | ------ | -------------------- |
| 01     | 8月7日 | 河口湖ステラシアター |
| 02     | 8月8日 | 河口湖ステラシアター |

### セットリスト
|    | 8月7日                             | 8月8日                             |
| -- | ---------------------------------- | ---------------------------------- |
| 01 | Freedom Dreamer                    | Freedom Dreamer                    |
| 02 | 君がくれたあの日                   | 君がくれたあの日                   |
| 03 | Prism in the name of hope          | Prism in the name of hope          |
| 04 | ふたりのリフレクション             | ふたりのリフレクション             |
| 05 | マリオネット                       | 負けない〜一途バージョン〜         |
| 06 | 桜舞うこの約束の地で               | BE TOGETHER                        |
| 07 | ultra soul                         | 経験値上昇中☆                      |
| 08 | sleeping terror                    | sleeping terror                    |
| 09 | Dears 〜ゆるやかな奇跡〜           | Dears 〜ゆるやかな奇跡〜           |
| 10 | Cynthia                            | Cynthia                            |
| 11 | Best mark smile                    | Best mark smile                    |
| 12 | Voyager train                      | Voyager train                      |
| 13 | 詩人の旅                           | 詩人の旅                           |
| 14 | Paradise Lost                      | Paradise Lost                      |
| 15 | Final Moratorium                   | Final Moratorium                   |
| 16 | 覚醒フィラメント                   | 覚醒フィラメント                   |
| 17 | Tomorrow's chance                  | Tomorrow's chance                  |
| 18 | Sunshine flower                    | Sunshine flower                    |
| 19 | SUMMER CARNIVAL 〜みのりんサンバ〜 | SUMMER CARNIVAL 〜みのりんサンバ〜 |
| 20 | 純白サンクチュアリィ               | 純白サンクチュアリィ               |
| 21 | 一等星                             | 一等星                             |
| 22 | 夏色華日                           | 夏色華日                           |

## 会場限定CD
2010年8月7日にLantisから発売された茅原実里の1枚目の会場限定シングル。
2010年8月7日、8月8日に開催された『Minori Chihara Live 2010 "SUMMER CAMP 2"』の会場内で発売された。表題曲「一等星」は、茅原が路上ライブを行っていた時に茅原が作詞、作曲を手掛けた楽曲であり、2008年9月18日に渋谷C.C.Lemonホールと2010年4月3日に新木場STUDIO COASTで開催された『「茅原実里のradio minorhythm」公開録音』で披露された楽曲である。CDの収録曲では、須藤賢一による編曲が加えられたものになっている。カップリング曲の「SUMMER CARNIVAL 〜みのりんサンバ〜」は、『Minori Chihara Live 2010 "SUMMER CAMP 2"』の為に製作された楽曲であり、サンバの振付も存在する。
現在は、『Minori Chihara Live 2010 "SUMMER CAMP 2"』以外では、横浜BLITZにて同ライブの上映会が開かれた際に販売されたのみであり、他のライブイベントでの購入も不可能となっている。
収録曲
1. 一等星 [5:19]
作詞・作曲：茅原実里、編曲：須藤賢一
2. SUMMER CARNIVAL 〜みのりんサンバ〜 [4:49]
作詞：こだまさおり、作曲：俊龍、編曲：菊谷知樹
3. 一等星（off vocal）
4. SUMMER CARNIVAL 〜みのりんサンバ〜（off vocal）

収録作品
| 発売日                             | タイトル                                 | 備考                    |
| 一等星                             | 一等星                                   | 一等星                  |
| ---------------------------------- | ---------------------------------------- | ----------------------- |
| 2011年2月23日                      | Minori Chihara Live 2010 "SUMMER CAMP 2" | 4thライブ・ビデオ。     |
| SUMMER CARNIVAL 〜みのりんサンバ〜 |                                          |                         |
| 2011年2月23日                      | Minori Chihara Live 2010 "SUMMER CAMP 2" | 4作目のライブ・ビデオ。 |